# Fontcouverte (Charente Marítimo)
 Fontcouverte  es una población y comuna francesa, situada en la región de Poitou-Charentes, departamento de Charente Marítimo, en el distrito de Saintes y cantón de Saintes-Nord.

## Demografía
| 711 | 719 | 1106 | 1706 | 1962 | 1892 |
| Para los censos de 1962 a 1999 la población legal corresponde a la población sin duplicidades (Fuente: INSEE [Consultar]) |     |      |      |      |      |